# Kriegerdenkmal Sülldorf

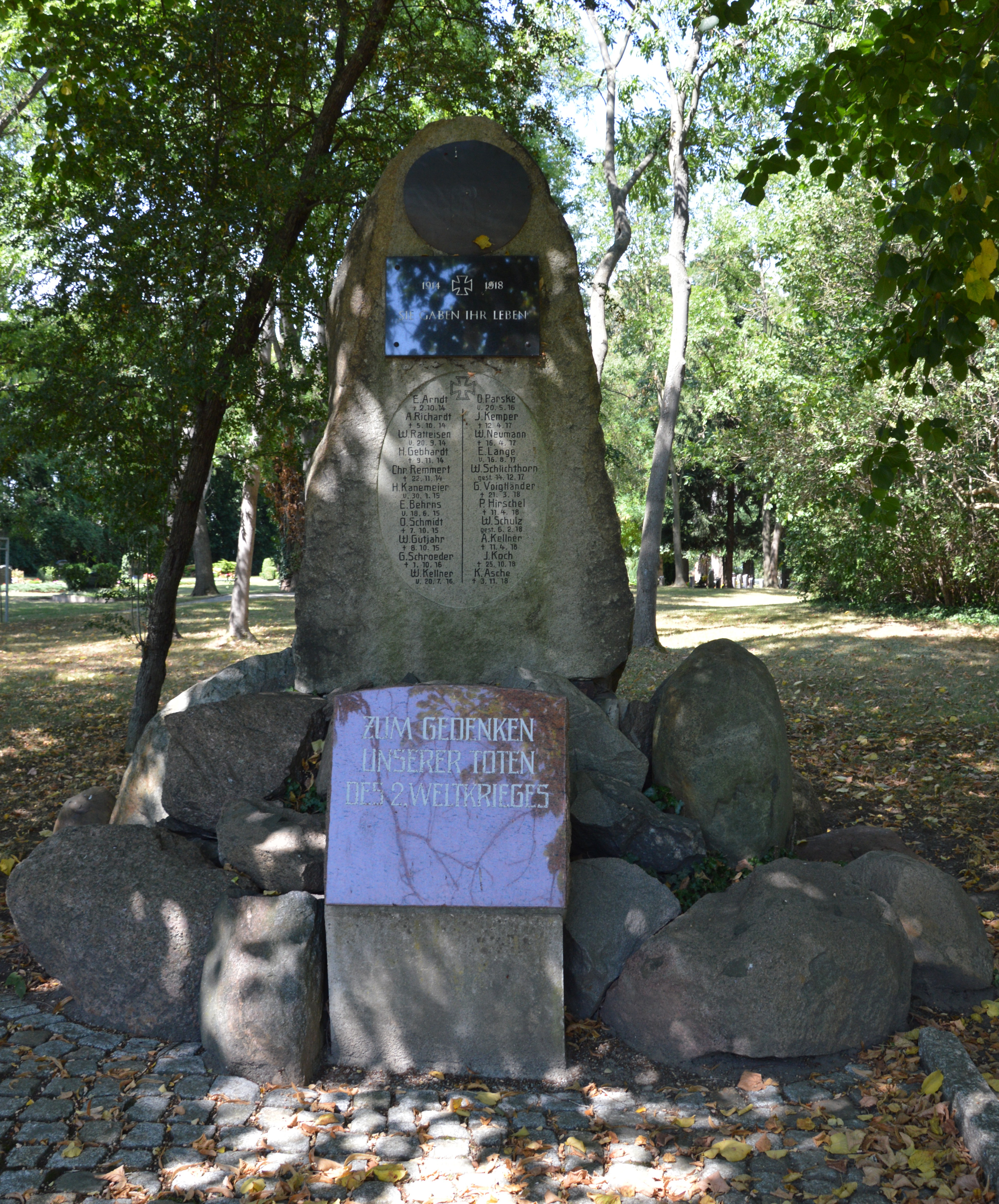
Kriegerdenkmal Sülldorf, 2016

Das Kriegerdenkmal Sülldorf ist ein denkmalgeschütztes Kriegerdenkmal im zur Gemeinde Sülzetal in Sachsen-Anhalt gehörenden Dorf Sülldorf.
Es befindet sich auf dem Friedhof von Sülldorf am Nordrand des Dorfes an der Straße Am Weinberg.
Das Denkmal gedenkt der Gefallenen der Gemeinde Sülldorf im Ersten und Zweiten Weltkrieg. Es besteht aus einem aufrecht stehenden Findling, der von Feldsteinen eingefasst ist. Auf seiner Frontseite befinden sich Gedenktafeln und Inschriften.
Im oberen Teil ist eine schlichte schwarze Gedenktafel mit weißer Inschrift angeordnet:
1914 (Darstellung eines Eisernen Kreuzes) 1918

SIE GABEN IHR LEBEN
Darunter befindet sich in einem aufrecht stehenden Oval ein direkt in den Stein gearbeitetes Inschriftenfeld, auf dem unterhalb einer weiteren Darstellung eines Eisernen Kreuzes in zwei Spalten die Namen der im Ersten Weltkrieg gefallenen Sülldorfer aufgeführt sind.
|              |                 |
| E. Arndt     | O. Parske       |
| † 2.10.14    | V. 20.5.16      |
| A. Richardt  | J. Kemper       |
| † 5.10.14    | 12.4.17         |
| W. Ratteisen | W. Neumann      |
| V. 20.9.14   | † 16.4.17       |
| H. Gebhardt  | E. Lange        |
| † 9.11.14    | V. 16.8.17      |
| Chr. Remmert | W. Schlichthorn |
| † 22.11.14   | gest. 14.12.17  |
| H. Kanemeier | G. Voigtländer  |
| V. 30.1.15   | † 21.3.18       |
| E. Behrns    | P. Hirschel     |
| V. 18.6.15   | † 11.4.18       |
| O. Schmidt   | W. Schulz       |
| † 7.10.15    | gest. 6.2.18    |
| W. Gutjahr   | A. Kellner      |
| † 8.10.15    | † 11.4.18       |
| G. Schroeder | J. Koch         |
| † 1.10.16    | † 25.10.18      |
| W. Kellner   | K. Asche        |
| V. 20.7.16   | † 3.11.18       |

Am Fuß des Findlings wurde später eine Gedenktafel für die Gefallenen des Zweiten Weltkriegs hinzugefügt. Sie trägt folgende Inschrift:
ZUM GEDENKEN

UNSERER TOTEN

DES 2. WELTKRIEGES
Im örtlichen Denkmalverzeichnis ist das Kriegerdenkmal unter der Erfassungsnummer 094 96689 als Baudenkmal verzeichnet.